# Заслуженный деятель культуры Польши
«Заслуженный деятель культуры» (пол. Zasłużony Działacz Kultury) — почётное звание Польши, присваивалось до 2005 года за заслуги в области культуры, её распространения и защиты. Звания могли быть удостоены и иностранные граждане. Получившим звание вручался знак.

## История
Знак был создан в соответствии с решением Совета министров Польской Народной Республики от 6 марта 1962 года. Вид знака был установлен в 1963 году и не изменялся, но принципы предоставления изменились несколько раз, последнее изменение введено Законом от 25 октября 1991 года об организации и управлении культурной деятельностью (статья 7). Был отменён со 2 августа 2005 года Законом от 17 июня 2005 о внесении изменений в закон 1991 года, который заменил звание Заслуженного деятеля культуры на Знак «За заслуги перед польской культурой». Знаки, врученные до вступления в силу нового закона, действительны.

## Советские и российские граждане — Заслуженные деятели культуры Польши
- Александр Белявский — артист, за съёмки в фильме «Прерванный полёт»[1]
- Святослав Бэлза — советский и российский литературовед, музыкальный и литературный критик, музыковед, телеведущий (1988)
- Игорь Горбачёв — артист (1974)
- Павел Калениченко — советский учёный-историк, исследователь истории Польши и украинско-польских отношений.
- Людмила Касаткина — советская и российская актриса (1975)
- Ковганюк, Степан Петрович — украинский советский писатель, переводчик (1972)
- Сергей Колосов — советский кинорежиссёр (1976)
- Евгений Лавренчук — режиссёр, основатель и художественный руководитель «Польского театра в Москве» (2013)
- Максим Лужанин — белорусский советский прозаик, поэт, кинодраматург, переводчик, критик (1975).
- Адам Мальдис — белорусский советский литературовед (1982)
- Владимир Мулявин — руководитель ВИА «Песняры» (1980)
- Ирина Никольская — советский и российский музыковед, полонист, доктор искусствоведения (1981)
- Михаил Ножкин — советский и российский артист театра и кино, поэт, музыкант (1975)
- Юрий Озеров — советский российский кинорежиссёр (1972)
- Борис Павленок — первый заместитель председателя Государственного комитета СССР по кинематографии
- Сударушкин, Виктор Борисович — советский режиссёр кукольного театра (1977)
- Селезнёва, Наталья Игоревна — (1976)
- Александр Федорук — советский и украинский искусствовед (1974)
- Пётр Фоменко — советский и российский режиссёр (1979)
- Сергей Хаджибаронов — советский и российский архитектор, инженер-строитель (1983)
- Владимир Цигаль — скульптор (1974)
- Константин Щербаков — киновед
- Щигел Галина Георгиевна — председатель Общества «Российский Дом», Варшава
- Григорий Ястребенецкий — скульптор

Среди удостоенных звания — основные участники телевизионной юмористической передачи «Кабачок 13 стульев»: Мишулин, Аросева, Державин, Соковнин, Лепко, Ткачук, Высоковский, Зелинская и другие (к 10-летию передачи — 1976 год), её режиссёр Георгий Зелинский, удостоился этого звания и тогдашний председатель Гостелерадио СССР С. Г. Лапин.